# Charles Piper
Denna artikel handlar om en svensk adelsman. För den nordamerikanske biologen Charles Piper, se Charles Vancouver Piper.
Charles Emil Adolf Gustaf Piper, född 12 september 1818 i Kimstads församling, Östergötlands län, död 3 mars 1902 i Kimstads församling, Östergötlands län, var en svensk greve, kammarherre, attaché och riksdagspolitiker.

## Biografi
Charles Piper föddes 1818 på Löfstad slott i Kimstads församling. Han var son till överhovjägmästaren Carl Fredrik Piper och hovfröken Emilie Fredrika Aurora De Geer af Finspång. Piper blev 1832 student vid Uppsala universitet och avlade 1837 filosofie kandidatexamen. Han blev 6 december 1837 extra ordinarie kanslist i hovkanslersexpeditionen och avlade 3 juni 1839 examen till rättegångsverken.
Han var 1839–1841 attaché i Paris och blev 1843 andre sekreterare i Konungens kabinett för den utrikes brevväxlingen. 1848 blev han kammarherre hos drottning Josefina och blev samma år legationssekreterare i Köpenhamn, en post han senare innehade i S:t Petersburg 1851 och i Paris 1854–1856.
Som riksdagsman var han ledamot av Ridderskapet och adeln 1844–1845, 1850–1851, 1853–1854, 1862–1863 och 1865–1866. Han var ledamot av första kammaren 1867–1869 och 1882–1883 för Östergötlands läns valkrets samt var ledamot av andra kammaren 1870–1872, invald i Björkekinds, Östkinds, Lösings, Bråbo och Memmings domsagas valkrets.
Piper var ägare till godset Löfstad i Östergötland.

### Familj
Piper gifte sig 23 oktober 1855 på Ängsö slott med kusinbarnet grevinnan Sofia Augusta Christina Piper (1835–1873), dotter av hans kusin överstekammarjunkaren Axel Piper och friherrinnan Anna Magdalena Sofia Charlotta Wachtmeister af Björkö. De fick tillsammans döttrarna Sophie Christina Augusta Emilia Piper (1856–1940), som var gift med landshövdingen Carl Nordenfalk i Hallands län, och Emilie Piper (1857–1926).